# Dos Torres
Dos Torres è un comune spagnolo di 2 632 abitanti situato nella comunità autonoma dell'Andalusia, nella provincia di Cordova. Fa parte della comarca di Los Pedroches.